# ジェイミー・サフト
ジェイミー・サフト（Jamie Saft、1971年 - ）は、アメリカのキーボード奏者、マルチ楽器奏者、作曲家。ニューヨークで生まれ、保守派のユダヤ人として育ち、タフツ大学とニューイングランド音楽院で学んだ。
サフトは、2007年頃にブルックリン区からハドソンバレーへと移り、ラズウェル・ラッドの近所に住んだ。2人はよく一緒に演奏し、ラッドは自分の音楽とハービー・ニコルスの音楽の知識を伝えた。
彼は、ジョン・ゾーンをはじめ、ワダダ・レオ・スミス、イギー・ポップ、スティーヴ・スワロウ、ボビー・プレヴィット、マーク・リボーなど、さまざまなアーティストと共演し、レコーディングを行ってきた。また、『マーダーボール』や『God Grew Tired of Us』など、いくつかのオリジナルの映画スコアも書いている。これらからセレクトされた音楽は、ツァディクから『A Bag of Shells』としてリリースされた。同レーベルからは、サフトの録音がいくつかリリースされている。
他の共演者には、バッド・ブレインズ、B-52's、ビースティ・ボーイズ、ドノヴァン、マーシャル・アレン、バーナード・パーディ、ジョー・モリス、デレク・ベイリー、デイヴ・ロンバルド、ビル・ラズウェル、シロ・バプティスタ、チャック・ハンマー、ジャマラディーン・タクマ、デイヴ・ダグラス、メルツバウなどがいる。

## ディスコグラフィ

### リーダー・アルバム
- 『ラグド・ジャック』 - Ragged Jack (1997年、Avant) ※with クオン・ヴー
- Sovlanut (2000年、Tzadik)
- Breadcrumb Sins (2002年、Tzadik)
- The Only Juan (2002年、Love Slave) ※with ジェリー・グラネリ
- Astaroth: Book of Angels Volume 1 (2005年、Tzadik)
- Trouble: The Jamie Saft Trio Plays Bob Dylan (2006年、Tzadik)
- Merzdub (2006年、Caminante) ※with メルツバウ
- Black Shabbis (2009年、Tzadik)
- A Bag of Shells (2010年、Tzadik)
- Borscht Belt Studies (2011年、Tzadik)
- 『ファイト・アゲインスト・バビロン』 - Fight Against Babylon (2011年、Veal) ※with ニュー・ザイオン・トリオ
- Chaliwa (2013年、Veal) ※with ニュー・ザイオン・トリオ
- Box of Dub (2013年、Veal)
- The New Standard (2014年、RareNoise) ※with スティーヴ・スワロウ、ボビー・プレヴィット
- Red Hill (2014年、RareNoise) ※with ワダダ・レオ・スミス、ジョー・モリス、ボラーシュ・パンディ
- Nowness (2015年、Veal) ※with ジェリー・グラネリ
- Ticonderoga (2015年、Clean Feed) ※with ジョー・マクフィー、ジョー・モリス、チャールズ・ダウンズ
- Strength & Power (2016年、RareNoise) ※with ラズウェル・ラッド、トレヴァー・ダン、ボラーシュ・パンディ
- Sunshine Seas (2016年、RareNoise) ※with ニュー・ザイオン・トリオ
- Serenity Knolls (2017年、RareNoise) ※with ビル・ブロヴォルド
- Loneliness Road (2017年、RareNoise) ※with スティーヴ・スワロウ、ボビー・プレヴァイト、イギー・ポップ
- Solo a Genova (2018年、RareNoise)
- You Don't Know the Life (2019年、RareNoise) ※with スティーヴ・スワロウ、ボビー・プレヴィット

ザ・ドリーマーズ
- The Dreamers (2008年、Tzadik)
- O'o (2009年、Tzadik)
- Ipos: Book of Angels Volume 14 (2010年、Tzadik)
- A Dreamers Christmas (2011年、Tzadik)
- Pellucidar: A Dreamers Fantabula (2015年、Tzadik)

エレクトリック・マサダ
- 50th Birthday Celebration Volume 4 (2004年、Tzadik)
- Electric Masada: At the Mountains of Madness (2005年、Tzadik)

ベン・ゴールドバーグ
- Baal: Book of Angels Volume 15 (2010年、Tzadik)

ムーンチャイルド
- Six Litanies for Heliogabalus (2007年、Tzadik)

Slobber Pup
- Black Aces (2013年、RareNoise)
- Pole Axe (2016年、RareNoise)

ジョン・ゾーン
- Taboo & Exile (1999年、Tzadik)
- Filmworks IX: Trembling Before G-d (2000年、Tzadik)
- Filmworks X: In the Mirror of Maya Deren (2001年、Tzadik)
- The Gift (2001年、Tzadik)
- Cobra: John Zorn's Game Pieces Volume 2 (2002年、Tzadik)
- Filmworks XI: Secret Lives (2002年、Tzadik)
- Filmworks XII: Three Documentaries (2002年、Tzadik)
- IAO (2002年、Tzadik)
- Voices in the Wilderness (2003年、Tzadik)
- The Unknown Masada (2003年、Tzadik)
- Filmworks XVI: Workingman's Death (2005年、Tzadik)

### 参加アルバム
シロ・バプティスタ
- Beat the Donkey (2002年、Tzadik)
- Love the Donkey (2005年、Tzadik)

デイヴ・ダグラス
- Freak In (2003年、RCA)
- Keystone (2005年、Greenleaf)

ボビー・プレヴィット
- Too Close to the Pole (1996年、Enja)
- 『ザ・コーリション・オブ・ザ・ウィリング』 - The Coalition of the Willing (2006年、Ropeadope)

ワダダ・レオ・スミス
- Lake Biwa (2004年、Tzadik)

その他
- B-52's - The Chosen One (2000年、OLM)
- ビースティ・ボーイズ - Awesome; I Fuckin' Shot That! (2006年、Think Film) ※DVD
- バッド・ブレインズ - Build a Nation (2007年、Megaforce)
- バッド・ブレインズ - Into the Future (2012年、Megaforce)